# Jean-Pierre Perrot
Jean-Pierre Perrot (ur. 7 marca 1952) – francuski lekkoatleta specjalizujący się w biegach płotkarskich.
Największy sukces w karierze odniósł w 1970 r. w Paryżu, zdobywając na mistrzostwach Europy juniorów srebrny medal w biegu na 400 metrów przez płotki (uzyskany czas: 50,45). 
Rekord życiowy w biegu na 400 m ppł – 50,45 (13 września 1970, Paryż)